# Provinz Jerada
Jerada (arabisch إقليم جرادة, Tamazight: ⵜⴰⵙⴳⴰ ⵏ ⵊⵔⴰⴷⴰ) ist eine Provinz in Marokko. Sie gehört zur Region Oriental und liegt im Nordosten des Landes an der Grenze zu Algerien, südlich von Oujda. Die Provinz hat 105.840 Einwohner (2004).

## Größte Orte
| Gemeinde        | Einwohner (2. September 1994) | Einwohner (2. September 2004) |
| --------------- | ----------------------------- | ----------------------------- |
| Jerada          | 59.294                        | 43.916                        |
| Aïn Beni Mathar | 10.404                        | 13.526                        |
| Tiouli          | 7563                          | 6317                          |
| Oulad Ghziyel   | 5596                          | 6488                          |
| Guenfouda       | 5558                          | 5748                          |
| Beni Mathar     | 5207                          | 7089                          |